# Gilles Joubert
Gilles Joubert (1689-1775) est un ébéniste français.

## Biographie
Gilles Joubert aurait passé sa maîtrise dans les années 1715-1720. Il commence à travailler pour le roi en 1748. À partir de 1758, le maître devient ébéniste ordinaire du Garde-meuble de la Couronne dont il n'avait été jusqu'alors qu'un fournisseur occasionnel. Au début de l'année 1763, Gilles Joubert obtient le titre d'ébéniste du Roi, succédant à Jean-François Oeben. Il devient également doyen de sa corporation.
Entre 1748 et 1774, il livra près de 4 000 pièces de mobilier à la Couronne. Jean-Henri Riesener lui succède en 1774.
Il ne reste que très peu de ses œuvres dont une commode ornée de marqueterie à motifs qui est présentée à The Frick Collection de New York.
En décembre 1759 Joubert livre pour Louis XV à Versailles, un bureau à motifs de la Chine et richement orné de bronze, dit « le bureau rouge », un chef-d'œuvre d'ébénisterie.
Il se retire des affaires à l'âge de 85 ans, peu avant sa mort le 14 octobre 1775,.

## Œuvres dans les collections publiques
- château de Fontainebleau, commode de la chambre de Louis XV livrée en 1754[5]
- New York,  Frick Collection : commode ornée de marqueterie à motifs en chêne et acajou avec plateau de marbre sarancolin de Gilles Joubert et Roger Vandercruse dit Roger La Croix, exécutée en 1769 pour Mademoiselle Victoire, quatrième fille de Louis XV.